# Ondřej Kaše
Ondřej Kaše (* 8. November 1995 in Kadaň) ist ein tschechischer Eishockeyspieler, der seit Juli 2023 beim HC Litvínov aus der tschechischen Extraliga unter Vertrag steht. Zuvor verbrachte der rechte Flügelstürmer über vier Jahre in der Organisation der Anaheim Ducks sowie jeweils ein Jahr bei den Boston Bruins, Toronto Maple Leafs und Carolina Hurricanes in der National Hockey League (NHL). Sein jüngerer Bruder David Kaše ist ebenfalls professioneller Eishockeyspieler.

## Karriere
Kaše entstammt der Nachwuchsabteilung des SK Kadaň, dem Klub seiner Geburtsstadt. Dort spielte der Flügelstürmer bis zum Jahr 2009, ehe er in die Jugendabteilung des KLH Chomutov wechselte. Dort spielte er im Verlauf der Saison 2012/13 erstmals in der U20-Mannschaft in der höchsten Spielklasse des Landes. Im selben Jahr feierte der 17-Jährige auch sein Profidebüt für seinen Stammklub in Kadaň, bei dem er auf Leihbasis zu Einsätzen in der zweitklassigen 1. Liga kam. Sowohl für die U20-Mannschaft, mit der er den Gewinn der tschechischen U20-Meisterschaft feiern konnte, als auch den SK Kadaň lief Kaše auch in der Spielzeit 2013/14 auf. Zudem spielte er erstmals für die Profimannschaft Chomutovs, die Piráti, in der Extraliga. Trotz seiner sieben Scorerpunkte in den 17 Spielen der Relegation und Qualifikation konnte der Flügelstürmer den Abstieg in die 1. Liga nicht verhindern. Mit seinen Leistungen im Verlauf seiner ersten kompletten Spielzeit bei den Profis hatte Kaše auch die Franchises der National Hockey League auf sich aufmerksam gemacht. Im NHL Entry Draft 2014 wurde er daher in der siebten Runde an 205. Position von den Anaheim Ducks ausgewählt.
Der Stürmer verblieb jedoch weiterhin in Chomutov und schaffte mit dem Team sowohl den Gewinn der Meisterschaft der 1. Liga als auch anschließend den direkten Wiederaufstieg in die Extraliga. Im Anschluss an die Saison wurde er im Mai 2015 von den Anaheim Ducks verpflichtet. Diese setzten ihn im Verlauf der Saison 2015/16 bei ihrem Farmteam San Diego Gulls in der American Hockey League ein. Aufgrund einer Verletzung absolvierte der Tscheche dort lediglich 34 Spiele inklusive der Play-offs. Kurz nach Beginn der Saison 2016/17, die er erneut in der AHL begonnen hatte, wurde Kaše erstmals in den NHL-Kader Anaheims berufen und feierte dort Anfang November sein Debüt.
Im Laufe der Saison 2017/18 steigerte der Angreifer seine persönliche Statistik deutlich auf 20 Tore und 38 Scorerpunkte, sodass sein auslaufender Vertrag im August 2018 um drei Jahre verlängert wurde. Diesen erfüllte er jedoch nicht in Anaheim, da der Tscheche im Februar 2020 zu den Boston Bruins transferiert wurde. Im Gegenzug erhielten die Ducks David Backes, Nachwuchs-Verteidiger Axel Andersson sowie ein Erstrunden-Wahlrecht für den NHL Entry Draft 2020. Für die Bruins lief der Flügelstürmer bis zum Ende der Saison 2020/21 auf, ehe er als Free Agent zu den Toronto Maple Leafs wechselte. In gleicher Weise schloss er sich im Juli 2022 den Carolina Hurricanes an. Dort verpasste er den Großteil der Saison 2022/23 aufgrund einer Gehirnerschütterung.
Nach der Spielzeit erhielt der Tscheche keinen neuen Vertrag in Carolina und kehrte daraufhin nach acht Jahren in Nordamerika in sein Heimatland zurück. Dort hatte er sich im Juli 2023 dem Erstligisten HC Litvínov angeschlossen.

### International
Für sein Heimatland war Kaše im Juniorenbereich bei der World U-17 Hockey Challenge 2012, dem Ivan Hlinka Memorial Tournament 2012, der U18-Junioren-Weltmeisterschaft 2013 sowie den U20-Junioren-Weltmeisterschaften der Jahre 2014 und 2015 aktiv. Für die tschechische A-Nationalmannschaft debütierte der Stürmer bei der Weltmeisterschaft 2024 im eigenen Land, bei der sich das Team die Goldmedaille sicherte.

## Erfolge und Auszeichnungen
- 2014 Tschechischer U20-Meister mit dem KLH Chomutov
- 2015 Meister der 1. Liga und Aufstieg in die Extraliga mit den Piráti Chomutov
- 2024 Goldmedaille bei der Weltmeisterschaft

## Karrierestatistik
Stand: Ende der Saison 2023/24

### International
Vertrat Tschechien bei:
| - World U-17 Hockey Challenge 2012 - Ivan Hlinka Memorial Tournament 2012 - U18-Junioren-Weltmeisterschaft 2013 | - U20-Junioren-Weltmeisterschaft 2014 - U20-Junioren-Weltmeisterschaft 2015 - Weltmeisterschaft 2024 |

(Legende zur Spielerstatistik: Sp oder GP = absolvierte Spiele; T oder G = erzielte Tore; V oder A = erzielte Assists; Pkt oder Pts = erzielte Scorerpunkte; SM oder PIM = erhaltene Strafminuten; +/− = Plus/Minus-Bilanz; PP = erzielte Überzahltore; SH = erzielte Unterzahltore; GW = erzielte Siegtore; 1 Play-downs/Relegation; Kursiv: Statistik nicht vollständig)